# Jim is Moving Out!
Jim is Moving Out! je česká hra z roku 2019. Jedná se o logickou plošinovku s ovládáním založeným na fyzikálních principech. Hra vychází z původního soutěžního projektu, se kterým Bohdan Taraba vyhrál Ludum Dare 37 v kategorii Téma. Na dokončení hry spolupracovalo studio Cinemax s Bohdanem Tarabou – Handsome Box. Hra je dostupná pro Nintendo Switch na Nintendo eShop a pro PC ve Steam Games.

## Příběh
Jim je samotář, který žije ve svém bytě a rád poslouchá hudbu. Jednoho dne mu však začne město připadat příliš hlučné a rozhodne se odstěhovat. Nestěhuje se však sám, ale bere s sebou celý svůj byt. Na cestě ho doprovází jeho přátelský soused Joe.

## Hratelnost
Cílem hry je dostat v každé úrovni byt na určené místo. Přitom hráč musí opatrně balancovat a dávat pozor, aby nezničil byt ani nábytek. Cestou narazí na různé překážky a logické hádanky, které musí překonat.
Hru lze hrát i v kooperaci dvou hráčů, kdy jeden hráč ovládá Jima a druhý Joea. V průběhu hry se zpřístupňují minihry (multiplayerový deathmatch nebo speciální samostatné levely v sekci Laboratoř).